# Powiat bobrujski
Powiat bobrujski – powiat dawnej guberni mińskiej Imperium Rosyjskiego, utworzony w 1795 roku z ziem powiatu rzeczyckiego przedrozbiorowego województwa mińskiego Wielkiego Księstwa Litewskiego z siedzibą w Bobrujsku. W latach 1919–1920 powiat w składzie okręgu mińskiego Zarządu Cywilnego Ziem Wschodnich (ZCZW) – tymczasowej jednostki terytorialnej pod polską administracją.
Odpowiadają mu dzisiejsze rejony: bobrujski, hłuski, kirowski, kliczewski, osipowicki w obwodzie mohylewskim i rejony oktiabrski oraz swietłahorski w obwodzie homelskim na białoruskim Polesiu.

## Demografia
Według spisu ludności w grudniu 1919 roku powiat bobrujski okręgu mińskiego ZCZW zamieszkiwało 188 967 osób, z których 74,4% zadeklarowało się jako Białorusini, 14,3% – Żydzi, 4,9% – Polacy, 2,5% – „tutejsi”, 0,3% – Litwini, 3,6% – przedstawiciele innych narodowości (w znacznej części Rosjanie). Na terytorium powiatu znajdowało się 1030 miejscowości, z których 6 miało 1–5 tys. mieszkańców i jedna powyżej 5 tys. mieszkańców. Był nią Bobrujsk z 29 704 mieszkańcami.

## Oświata
W powiecie bobrujskim okręgu mińskiego ZCZW, w roku szkolnym 1919/1920 działało 150 szkół powszechnych i 5 szkół średnich. Ogółem uczyło się w nich 12 028 dzieci i pracowało 334 nauczycieli.